# Hålvättespindel
Hålvättespindel (Porrhomma microps) är en spindelart som först beskrevs av Roewer 1931.  Hålvättespindel ingår i släktet Porrhomma och familjen täckvävarspindlar. Arten är reproducerande i Sverige. Inga underarter finns listade i Catalogue of Life.